# Kościół Ducha Świętego w Mieszkowicach
Kościół Ducha Świętego w Mieszkowicach – rzymskokatolicki kościół filialny należący do parafii Przemienienia Pańskiego Mieszkowicach (dekanat Mieszkowice archidiecezji szczecińsko-kamieńskiej), potocznie określany jako „kościół za torami”.

## Historia
Świątynia została wzniesiona dla niewielkiej społeczności katolickiej zamieszkującej przedwojenne Mieszkowice. Projektantem budowli był berliński architekt Wilhelm Fahibusch. W dniu 27 czerwca 1937 roku o godzinie 16 został poświęcony kamień węgielny, w nocy został rozbity i okradziony z zawartości przez nieznanych sprawców. W dniu 18 sierpnia 1937 roku ks. Hubert Mlotzek ponownie go wmurował. 
Kościół został poświęcony i otrzymał wezwanie Ducha Świętego w dniu 10 października 1937 roku. W dniu 29 czerwca 1941 roku została odprawiona w kościele ostatnia msza święta.
Po 1945 roku świątynia przestała pełnić funkcje sakralne. Znajdował się w niej magazyn paliw oraz magazyn i skup owoców i warzyw. Dopiero w 1997 roku kościół stał się ponownie własnością parafii rzymskokatolickiej. W latach 2009–2011, dzięki staraniom proboszcza ks. Stanisława Piekarza, świątynia została odbudowana. W dniu 27 listopada 2011 roku kościół został konsekrowany przez księdza arcybiskupa metropolitę Andrzeja Dzięgę.
Bryła jest zgeometryzowana, wybudowany został na planie prostokąta przedłużonego w części tylnej o nieco niższą przybudówkę, pełniącą funkcję zakrystii. Ściany o wysokości 5 metrów posiadają po pięć okien. Najbardziej okazałą częścią zewnętrzną świątyni jest wieża, złączona z głównym korpusem budynku. Na jej szczycie znajduje się metalowy krzyż. Jednonawowe wnętrze jest podzielone na część dla wiernych i prezbiterium. Ściana centralna jest ozdobiona malowidłem przedstawiającym gołębicę – symbol Ducha Świętego – w poświacie kolistych promieni, w czterech rogach znajdują się dostojne rozmodlone w postawie adoracji postaci czterech aniołów.